# 2019-es Formula–1 francia nagydíj
A francia nagydíj volt a 2019-es Formula–1 világbajnokság nyolcadik futama, amelyet 2019. június 21. és június 23. között rendeztek meg a Le Castellet-i Circuit Paul Ricard versenypályán.

## Választható keverékek
| Abroncs                  | Friss | Használt |
| ------------------------ | ----- | -------- |
| Kemény keverék (C2)      |       |          |
| Közepes keverék (C3)     |       |          |
| Lágy keverék (C4)        |       |          |
| Intermediate keverék (I) |       |          |
| Esős keverék (W)         |       |          |

## Szabadedzések

### Első szabadedzés
A francia nagydíj első szabadedzését június 21-én, pénteken délelőtt tartották, magyar idő szerint 11:00-kor.
| helyezés | versenyző          | csapat/motor          | elért idő | különbség | futott kör |
| -------- | ------------------ | --------------------- | --------- | --------- | ---------- |
| 1        | Lewis Hamilton     | Mercedes              | 1:32,738  | −         | 21         |
| 2        | Valtteri Bottas    | Mercedes              | 1:32,807  | +0,069    | 20         |
| 3        | Charles Leclerc    | Ferrari               | 1:33,111  | +0,373    | 21         |
| 4        | Max Verstappen     | Red Bull-Honda        | 1:33,618  | +0,880    | 20         |
| 5        | Sebastian Vettel   | Ferrari               | 1:33,790  | +1,052    | 22         |
| 6        | Pierre Gasly       | Red Bull-Honda        | 1:34,091  | +1,353    | 20         |
| 7        | Lando Norris       | McLaren-Renault       | 1:34,110  | +1,372    | 23         |
| 8        | Carlos Sainz Jr.   | McLaren-Renault       | 1:34,261  | +1,523    | 26         |
| 9        | Daniel Ricciardo   | Renault               | 1:34,540  | +1,802    | 18         |
| 10       | Alexander Albon    | Toro Rosso-Honda      | 1:34,804  | +2,066    | 25         |
| 11       | Sergio Pérez       | Racing Point-Mercedes | 1:34,809  | +2,071    | 21         |
| 12       | Nico Hülkenberg    | Renault               | 1:34,810  | +2,072    | 25         |
| 13       | Lance Stroll       | Racing Point-Mercedes | 1:35,063  | +2,325    | 22         |
| 14       | Danyiil Kvjat      | Toro Rosso-Honda      | 1:35,326  | +2,588    | 24         |
| 15       | Kevin Magnussen    | Haas-Ferrari          | 1:35,410  | +2,672    | 19         |
| 16       | Kimi Räikkönen     | Alfa Romeo-Ferrari    | 1:35,522  | +2,784    | 22         |
| 17       | Antonio Giovinazzi | Alfa Romeo-Ferrari    | 1:36,102  | +3,364    | 22         |
| 18       | Nicholas Latifi    | Williams-Mercedes     | 1:37,147  | +4,409    | 25         |
| 19       | Robert Kubica      | Williams-Mercedes     | 1:37,172  | +4,434    | 27         |
| 20       | Romain Grosjean    | Haas-Ferrari          | 1:37,620  | +4,882    | 9          |

### Második szabadedzés
A francia nagydíj második szabadedzését június 21-én, pénteken délután tartották, magyar idő szerint 15:00-kor.
| helyezés | versenyző          | csapat/motor          | elért idő | különbség | futott kör |
| -------- | ------------------ | --------------------- | --------- | --------- | ---------- |
| 1        | Valtteri Bottas    | Mercedes              | 1:30,937  | −         | 34         |
| 2        | Lewis Hamilton     | Mercedes              | 1:31,361  | +0,424    | 25         |
| 3        | Charles Leclerc    | Ferrari               | 1:31,586  | +0,649    | 31         |
| 4        | Sebastian Vettel   | Ferrari               | 1:31,665  | +0,728    | 32         |
| 5        | Lando Norris       | McLaren-Renault       | 1:31,882  | +0,945    | 31         |
| 6        | Max Verstappen     | Red Bull-Honda        | 1:32,049  | +1,112    | 29         |
| 7        | Carlos Sainz Jr.   | McLaren-Renault       | 1:32,432  | +1,495    | 27         |
| 8        | Pierre Gasly       | Red Bull-Honda        | 1:32,448  | +1,511    | 29         |
| 9        | Kimi Räikkönen     | Alfa Romeo-Ferrari    | 1:32,677  | +1,740    | 34         |
| 10       | Kevin Magnussen    | Haas-Ferrari          | 1:32,789  | +1,852    | 30         |
| 11       | Antonio Giovinazzi | Alfa Romeo-Ferrari    | 1:32,973  | +2,036    | 34         |
| 12       | Daniel Ricciardo   | Renault               | 1:33,020  | +2,083    | 34         |
| 13       | Alexander Albon    | Toro Rosso-Honda      | 1:33,023  | +2,086    | 35         |
| 14       | Nico Hülkenberg    | Renault               | 1:33,081  | +2,144    | 32         |
| 15       | Danyiil Kvjat      | Toro Rosso-Honda      | 1:33,254  | +2,317    | 37         |
| 16       | Sergio Pérez       | Racing Point-Mercedes | 1:33,300  | +2,363    | 30         |
| 17       | Romain Grosjean    | Haas-Ferrari          | 1:33,591  | +2,654    | 27         |
| 18       | Lance Stroll       | Racing Point-Mercedes | 1:33,884  | +2,947    | 32         |
| 19       | George Russell     | Williams-Mercedes     | 1:34,614  | +3,677    | 33         |
| 20       | Robert Kubica      | Williams-Mercedes     | 1:35,195  | +4,258    | 32         |

### Harmadik szabadedzés
A francia nagydíj harmadik szabadedzését június 22-én, szombaton délelőtt tartották, magyar idő szerint 12:00-kor.
| helyezés | versenyző          | csapat/motor          | elért idő | különbség | futott kör |
| -------- | ------------------ | --------------------- | --------- | --------- | ---------- |
| 1        | Valtteri Bottas    | Mercedes              | 1:30,159  | −         | 18         |
| 2        | Lewis Hamilton     | Mercedes              | 1:30,200  | +0,041    | 15         |
| 3        | Charles Leclerc    | Ferrari               | 1:30,605  | +0,446    | 15         |
| 4        | Sebastian Vettel   | Ferrari               | 1:30,633  | +0,474    | 13         |
| 5        | Max Verstappen     | Red Bull-Honda        | 1:31,538  | +1,379    | 11         |
| 6        | Pierre Gasly       | Red Bull-Honda        | 1:31,599  | +1,440    | 14         |
| 7        | Lando Norris       | McLaren-Renault       | 1:31,654  | +1,495    | 14         |
| 8        | Daniel Ricciardo   | Renault               | 1:31,802  | +1,643    | 12         |
| 9        | Carlos Sainz Jr.   | McLaren-Renault       | 1:31,887  | +1,728    | 14         |
| 10       | Kimi Räikkönen     | Alfa Romeo-Ferrari    | 1:31,943  | +1,784    | 16         |
| 11       | Nico Hülkenberg    | Renault               | 1:32,023  | +1,864    | 15         |
| 12       | Antonio Giovinazzi | Alfa Romeo-Ferrari    | 1:32,171  | +2,012    | 15         |
| 13       | Alexander Albon    | Toro Rosso-Honda      | 1:32,178  | +2,019    | 16         |
| 14       | Romain Grosjean    | Haas-Ferrari          | 1:32,385  | +2,226    | 15         |
| 15       | Kevin Magnussen    | Haas-Ferrari          | 1:32,400  | +2,241    | 13         |
| 16       | Sergio Pérez       | Racing Point-Mercedes | 1:32,491  | +2,332    | 15         |
| 17       | Danyiil Kvjat      | Toro Rosso-Honda      | 1:32,540  | +2,381    | 22         |
| 18       | Lance Stroll       | Racing Point-Mercedes | 1:32,678  | +2,519    | 14         |
| 19       | Robert Kubica      | Williams-Mercedes     | 1:33,902  | +3,743    | 21         |
| 20       | George Russell     | Williams-Mercedes     | 1:39,987  | +9,828    | 4          |

## Időmérő edzés
A francia nagydíj időmérő edzését június 22-én, szombaton futották, magyar idő szerint 15:00-kor.
| helyezés              | rajtszám | versenyző          | csapat/motor          | 1. rész  | 2. rész  | 3. rész  | rajthely | futott kör |
| --------------------- | -------- | ------------------ | --------------------- | -------- | -------- | -------- | -------- | ---------- |
| 1                     | 44       | Lewis Hamilton     | Mercedes              | 1:30,609 | 1:29,520 | 1:28,319 | 1        | 20         |
| 2                     | 77       | Valtteri Bottas    | Mercedes              | 1:30,550 | 1:29,437 | 1:28,605 | 2        | 19         |
| 3                     | 16       | Charles Leclerc    | Ferrari               | 1:30,647 | 1:29,699 | 1:28,965 | 3        | 19         |
| 4                     | 33       | Max Verstappen     | Red Bull-Honda        | 1:31,327 | 1:30,099 | 1:29,409 | 4        | 19         |
| 5                     | 4        | Lando Norris       | McLaren-Renault       | 1:30,989 | 1:30,019 | 1:29,418 | 5        | 21         |
| 6                     | 55       | Carlos Sainz Jr.   | McLaren-Renault       | 1:31,073 | 1:30,319 | 1:29,522 | 6        | 21         |
| 7                     | 5        | Sebastian Vettel   | Ferrari               | 1:31,075 | 1:29,506 | 1:29,799 | 7        | 19         |
| 8                     | 3        | Daniel Ricciardo   | Renault               | 1:30,954 | 1:30,369 | 1:29,918 | 8        | 20         |
| 9                     | 10       | Pierre Gasly       | Red Bull-Honda        | 1:31,152 | 1:30,421 | 1:30,184 | 9        | 19         |
| 10                    | 99       | Antonio Giovinazzi | Alfa Romeo-Ferrari    | 1:31,180 | 1:30,408 | 1:33,420 | 10       | 17         |
| 11                    | 23       | Alexander Albon    | Toro Rosso-Honda      | 1:31,445 | 1:30,461 |          | 11       | 14         |
| 12                    | 7        | Kimi Räikkönen     | Alfa Romeo-Ferrari    | 1:30,972 | 1:30,533 |          | 12       | 14         |
| 13                    | 27       | Nico Hülkenberg    | Renault               | 1:30,865 | 1:30,544 |          | 13       | 15         |
| 14                    | 11       | Sergio Pérez       | Racing Point-Mercedes | 1:30,964 | 1:30,738 |          | 14       | 15         |
| 15                    | 20       | Kevin Magnussen    | Haas-Ferrari          | 1:31,166 | 1:31,440 |          | 15       | 17         |
| 16                    | 26       | Danyiil Kvjat      | Toro Rosso-Honda      | 1:31,564 |          |          | 19[1]    | 6          |
| 17                    | 8        | Romain Grosjean    | Haas-Ferrari          | 1:31,626 |          |          | 16       | 9          |
| 18                    | 18       | Lance Stroll       | Racing Point-Mercedes | 1:31,726 |          |          | 17       | 9          |
| 19                    | 63       | George Russell     | Williams-Mercedes     | 1:32,789 |          |          | 20[1]    | 8          |
| 20                    | 88       | Robert Kubica      | Williams-Mercedes     | 1:33,205 |          |          | 18       | 8          |
| 107%-os idő: 1:36,888 |          |                    |                       |          |          |          |          |            |

Megjegyzés:
- ↑ 1:  — Danyiil Kvjat és George Russell autójában több erőforráselemet is kicseréltek, ezért mindkettőjüket a rajtrács végére sorolták hátra.[3]

## Futam
A francia nagydíj futama június 23-án, vasárnap rajtolt, magyar idő szerint 15:10-kor.
| helyezés | rajtszám | versenyző          | csapat/motor          | futott kör | idő/kiesés oka | rajthely | Abroncs | pont  |
| -------- | -------- | ------------------ | --------------------- | ---------- | -------------- | -------- | ------- | ----- |
| 1        | 44       | Lewis Hamilton     | Mercedes              | 53         | 1:24:31,198    | 1        |         | 25    |
| 2        | 77       | Valtteri Bottas    | Mercedes              | 53         | +18,056        | 2        |         | 18    |
| 3        | 16       | Charles Leclerc    | Ferrari               | 53         | +18,985        | 3        |         | 15    |
| 4        | 33       | Max Verstappen     | Red Bull-Honda        | 53         | +34,905        | 4        |         | 12    |
| 5        | 5        | Sebastian Vettel   | Ferrari               | 53         | +1:02,796      | 7        |         | 11[2] |
| 6        | 55       | Carlos Sainz Jr.   | McLaren-Renault       | 53         | +1:35,462      | 6        |         | 8     |
| 7        | 7        | Kimi Räikkönen     | Alfa Romeo-Ferrari    | 52         | +1 kör         | 12       |         | 6     |
| 8        | 27       | Nico Hülkenberg    | Renault               | 52         | +1 kör         | 13       |         | 4     |
| 9        | 4        | Lando Norris       | McLaren-Renault       | 52         | +1 kör         | 5        |         | 2     |
| 10       | 10       | Pierre Gasly       | Red Bull-Honda        | 52         | +1 kör         | 9        |         | 1     |
| 11[3]    | 3        | Daniel Ricciardo   | Renault               | 52         | +1 kör         | 8        |         |       |
| 12       | 11       | Sergio Pérez       | Racing Point-Mercedes | 52         | +1 kör         | 14       |         |       |
| 13       | 18       | Lance Stroll       | Racing Point-Mercedes | 52         | +1 kör         | 17       |         |       |
| 14       | 26       | Danyiil Kvjat      | Toro Rosso-Honda      | 52         | +1 kör         | 19       |         |       |
| 15       | 23       | Alexander Albon    | Toro Rosso-Honda      | 52         | +1 kör         | 11       |         |       |
| 16       | 99       | Antonio Giovinazzi | Alfa Romeo-Ferrari    | 52         | +1 kör         | 10       |         |       |
| 17       | 20       | Kevin Magnussen    | Haas-Ferrari          | 52         | +1 kör         | 15       |         |       |
| 18       | 88       | Robert Kubica      | Williams-Mercedes     | 51         | +2 kör         | 18       |         |       |
| 19       | 63       | George Russell     | Williams-Mercedes     | 51         | +2 kör         | 20       |         |       |
| ki       | 8        | Romain Grosjean    | Haas-Ferrari          | 44         | felfüggesztés  | 16       |         |       |

Megjegyzés:
- ↑ 2:  — Sebastian Vettel a helyezéséért járó pontok mellett a versenyben futott leggyorsabb körért további 1 pontot szerzett.
- ↑ 3:  — Daniel Ricciardo eredetileg a 7. helyen ért célba, de utólag 5 másodperces időbüntetést kapott, amiért pályaelhagyással előnyt szerzett, illetve további 5 másodpercet kapott a pályára történő veszélyes visszatérésért. A két büntetéssel az ausztrál versenyző a 11. pozícióba csúszott vissza.[5]

## A világbajnokság állása a verseny után
| H   | Versenyzők       | Pont | H   | Konstruktőrök             | Pont |
| --- | ---------------- | ---- | --- | ------------------------- | ---- |
| 1.  | Lewis Hamilton   | 187  | 1.  | Mercedes                  | 338  |
| 2.  | Valtteri Bottas  | 151  | 2.  | Ferrari                   | 198  |
| 3.  | Sebastian Vettel | 111  | 3.  | Red Bull-Honda            | 137  |
| 4.  | Max Verstappen   | 100  | 4.  | McLaren-Renault           | 40   |
| 5.  | Charles Leclerc  | 87   | 5.  | Renault                   | 32   |
| 6.  | Pierre Gasly     | 37   | 6.  | Racing Point-BWT Mercedes | 19   |
| 7.  | Carlos Sainz Jr. | 26   | 7.  | Alfa Romeo-Ferrari        | 19   |
| 8.  | Kimi Räikkönen   | 19   | 8.  | Toro Rosso-Honda          | 17   |
| 9.  | Daniel Ricciardo | 16   | 9.  | Haas-Ferrari              | 16   |
| 10. | Nico Hülkenberg  | 16   | 10. | Williams-Mercedes         | 0    |

(A teljes táblázat)

## Statisztikák
- Vezető helyen:
  - Lewis Hamilton: 53 kör (1-53)
- Lewis Hamilton 86. pole-pozíciója és 79. futamgyőzelme.
- Sebastian Vettel 37. versenyben futott leggyorsabb köre.
- A Mercedes 95. futamgyőzelme.
- Lewis Hamilton 142., Valtteri Bottas 37., Charles Leclerc 3. dobogós helyezése.